# Амилахори, Иван Гивич
Князь Иван Гивич (Егорович) Амилахори, (Амилахвари, Амилохваров) (груз. ივანე გივის ძე ამილახვარი, 6 января 1829 — 29 августа 1905, Гори) — генерал-адъютант, генерал от кавалерии, один из боевых деятелей Кавказа. Дед Дмитрия Амилахвари.

## Биография
Происходил из старинного княжеского рода Грузии и родился в 1829 году. Отец — прапорщик князь Гиви Бардзимович Амилахвари (1810 — после 1861 гг.), мать — княжна Анастасия Луарсабовна Эристова. По окончании Тифлисской гимназии Амилахори поступил в 1850 году вольноопределяющимся в Нижегородский принца Вюртембергского драгунский полк, расположенный тогда на передовой Сулакской линии, и в следующем же году принял с ним участие в походе в Большую Чечню.
Участвуя во всех делах и перестрелках с горцами, при рубке Шалинской просеки и при победах на реках Шавдоне и Бассе, унтер-офицер Амилахори заслужил знак отличия военного ордена. В последующих военных действиях (1851—1852 годы) — движении к аулу Авгуру и его взятии, штурме Гельдигена, наступлении в ущелье Хулхулаву, схватке с войсками Шамиля, истреблении андийских хуторов и аулов, поражении горцев у Сан-Юрт, взятии 4-х чеченских редутов в окрестностях Джалки и других, — Амилахори упрочил свою боевую репутацию и заслужил производство в первый офицерский чин 20 сентября 1852 года.

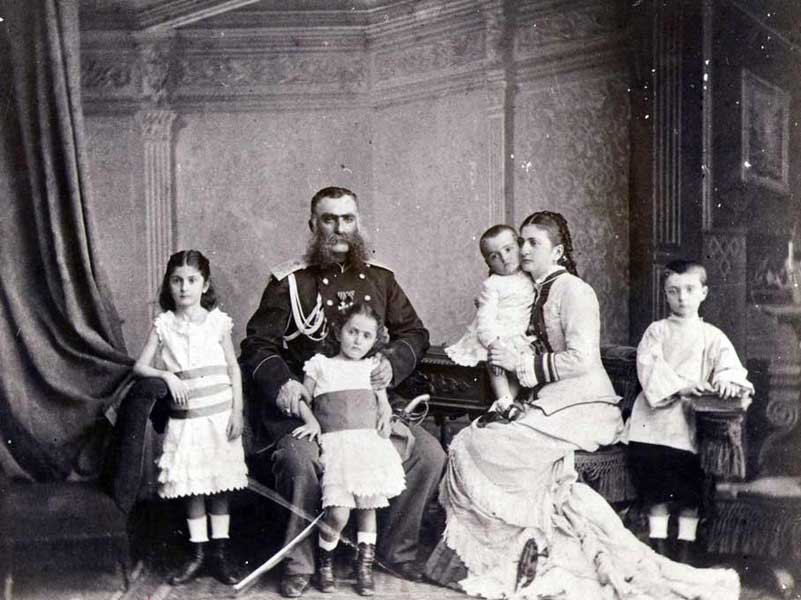
И. Г. Амилахори с семьёй

В 1853 году прапорщик Амилахори участвовал во многих стычках с горцами на реке Сулак и на Кумыкской плоскости, причём особо выдающийся подвиг мужества показал в бою под Чапчакской башней 31 августа. Увидев, что раненый юнкер князь Чавчавадзе окружён горцами, Амилахори бросился к нему на выручку и, прорубившись сквозь толпу горцев, спас его от неминуемой гибели, но при этом сам был тяжело ранен в голову (пуля попала в шею около левого уха и остановилась возле правого, повредив височную кость и шейные мышцы).
Рана эта вывела Амилахори из строя лишь на короткое время: через два месяца он участвовал уже в сражениях с турками при Баяндуре (2 ноября) и Башкадыкларе (19 ноября); в последнем под Амилахори была убита лошадь, и ему, пешему и отрезанному от своего эскадрона, пришлось шашкою прорубать себе дорогу сквозь неприятельскую пехоту. За доблестные подвиги в этих боях прапорщик Амилахори был произведён прямо в поручики.
В 1854 году Амилахори находился в составе Гурийского отряда князя Андронникова при наступлении его к Озургетам, участвовал во многих делах и стычках, но особенно отличился в сражении 4 июня 1854 года при Чолоке, где русскими войсками был уничтожен турецкий корпус Селима-паши. В этом сражении грузинская конная дружина охотников, сформированная и обученная Амилахори, бросилась под его руководством на выручку куринцев, с налёта врезалась в турецкий батальон и буквально весь его изрубила, захватив знамя, 3 ротных гвардейских значка и одно орудие. Дружина сразу же заслужила Георгиевское знамя, а Амилахори был произведён в штабс-капитаны и получил орден св. Анны 4-й степени.
В 1855 году Амилахори, несмотря на то, что был офицером менее 4 лет, получил в командование эскадрон, с которым находился в составе Александропольского отряда и участвовал в делах, сопровождавших осаду Карса, получив за оказанные отличия орден св. Станислава 3-й степени с мечами.
В 1856 году боевую деятельность Амилахори перенёс в Большую Чечню, где почти беспрерывно с отличием участвовал во многих походах и делах до 1860 года, причём за свои подвиги в 1857 году он был произведён в капитаны; в 1858 и 1859 годах Амилахори дважды заслужил по статуту право на Георгиевский крест: в 1858 году он с 2 эскадронами и сотней казаков не только остановил 10-тысячное скопище Шамиля, но и разбил его до подхода пехоты, а в 1859 году — при хуторе Дольце со своим эскадроном отбил неприятельское орудие. В первом случае Амилахори вместо Георгиевского креста была пожалована золотая сабля с надписью «За храбрость», во втором — Георгиевский крест получили начальник отряда полковник граф И. Г. Ностиц и подполковник Арцу-Чермоев, Амилахори же был произведён в майоры.
В 1860—1864 годах Восточный Кавказ был покорён, и тогда Амилахори принял деятельное участие в покорении Западного. За показанные здесь отличия Амилахори был произведён в подполковники и награждён орденами св. Анны 3-й степени с мечами и бантом и св. Станислава 2-й степени с мечами.
Боевая служба настолько выдвинула Амилахори из рядов сверстников, что в 1864 году, на 12-м году службы в офицерских чинах, он был произведён в полковники и назначен командиром Нижегородского драгунского полка.
В 1869 году Амилахори был вызван в Санкт-Петербург для присутствия на лагерном сборе гвардии. В 1871 году Амилахори, по желанию государя, был командирован в Штутгарт для принесения поздравления королю Виртембергскому по случаю 25-летия шефства его над Нижегородским полком, а затем посетил германскую армию, занимавшую Париж. Здесь германским императором Амилахори было оказано исключительное внимание.
По возвращении на Кавказ Амилахори был назначен флигель-адъютантом к Его Императорскому Величеству, а 30 августа 1873 года он был произведён в генерал-майоры с назначением состоять при Кавказской армии и в следующем году также 30 августа зачислен в свиту императора.

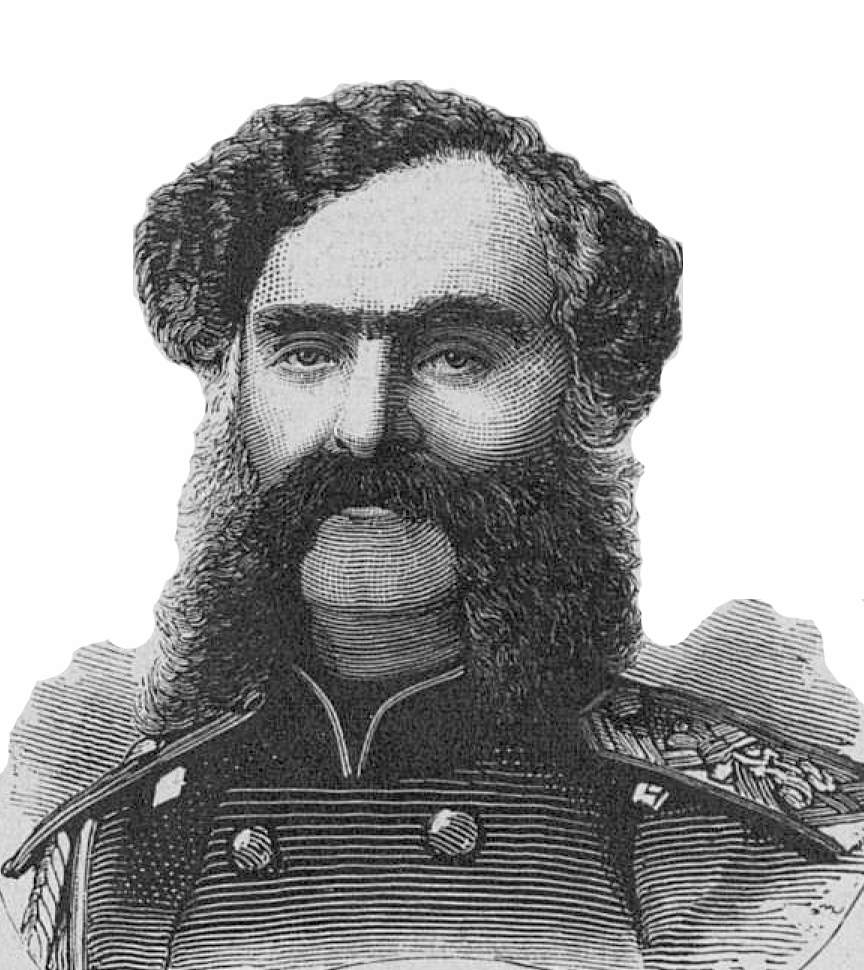
Генерал-майор И. Г. Амилахори, 1878 год

С началом русско-турецкой войны 1877—1878 годов Амилахори был назначен в распоряжение командира отдельного корпуса, действовавшего на кавказско-турецкой границе, для заведования милицией и командования отдельными колоннами. Прибыв в корпус, Амилахори командовал 3-й, а потом 4-й сводно-кавалерийской дивизиями. Перейдя границу в составе отряда генерала Тергукасова, Амилахори последовательно занял Баязет, Диадин и Сурб-Оганез. Будучи начальником летучей колонны Эриванского отряда, а потом и начальником его авангарда, Амилахори занял Кара-Киллису, Алашкерт и Зейдекян.
С назначением Амилахори начальником кавалерии того же отряда боевая деятельность его расширилась, и он принял участие в сражениях у Драм-Дага, Даяра, в освобождении гарнизона Баязета от блокады, в ночном деле у города Гассан-Кала, в сражении при Деве-Бойну и в занятии Эрзерума. За целый ряд подвигов в Амилахори был награждён орденами св. Владимира 3-й степени с мечами, св. Станислава 1-й степени с мечами и св. Анны 1-й степени с мечами. 23 декабря 1878 года он был удостоен ордена св. Георгия 4-й степени.

В деле с Турками на Даярских высотах, против армии Мухтара-Паши, 6 Июня 1877 года, начальствуя кавалериею Эриванского отряда, водил несколько раз свои части в атаку на сильнейшие турецкие колонны и во все время боя, продолжавшегося около 10 часов, своею распорядительностью и мужеством воодушевлял подчинённых

В 1879 году Амилахори был назначен начальником 3-й Кавказской кавалерийской дивизии, а затем состоял при Кавказской армии. С 1881 по 1893 год Амилахори командовал последовательно 2-й Кавказской казачьей и Кавказской кавалерийской дивизиями, причём в 1882 году был удостоен ордена св. Владимира 2-й степени, 15 мая 1883 года был произведён в генерал-лейтенанты, а в 1884 году зачислен в списки Нижегородского драгунского полка.
В этот период мирной службы Амилахори можно отметить бескровное усмирение им Чечни в 1886 году. Под влиянием ложных слухов о распространении на кавказских жителей воинской повинности, местное население заволновалось. Кровавый взрыв ожидался с минуты на минуту. Князю Амилахори поручено было усмирить население. «Добрым кунаком» пришёл он в Чечню и одним своим нравственным влиянием восстановил тишину и спокойствие.[стиль] В том же году Амилахори был пожалован орденом Белого орла.
В 1893 году князь Амилахори был назначен командиром Кавказского армейского корпуса, в 1896 году — произведён в генералы от кавалерии, а в следующем году сдал корпус, получив назначение состоять в распоряжении главнокомандующего войсками Кавказского военного округа. В 1899 году Амилахори был награждён бриллиантовыми знаками ордена св. Александра Невского, а через два года получил ряд исключительных наград:
1. в день 200-летнего юбилея Нижегородского драгунского полка он был назначен генерал-адъютантом к Его Императорскому Величеству;
2. в память долгой и доблестной службы в этом полку, Амилахори должен был во всех случаях при генерал-адъютантском мундире носить Нижегородскую шапку[уточнить];
3. восстановлено древнее наименование его фамилии — князь Амилахори (до этого времени он по всем документам проходил как Амилохваров или Амилохвари).

Затем, в день 50-летнего юбилея своей службы в офицерских чинах, Амилахори был пожалован орденом св. Владимира 1-й степени.

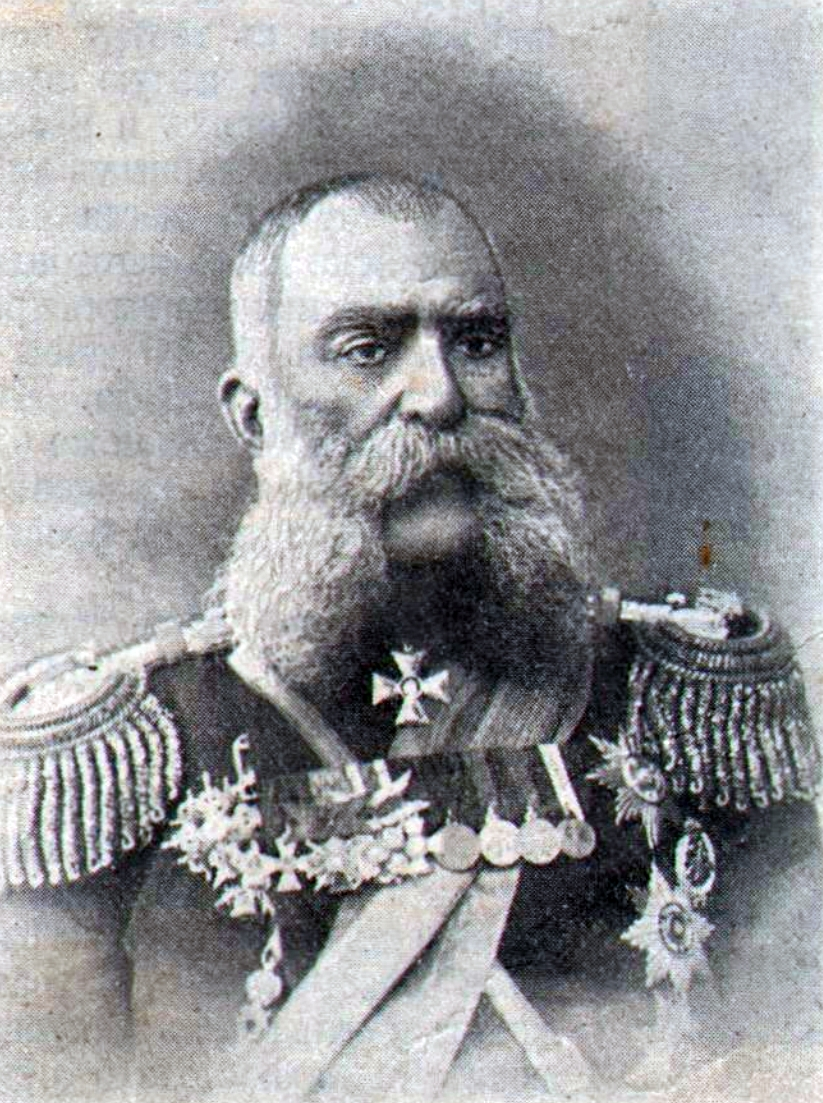
И. Г. Амилахори, конец 1880-х

В 1905 году ветерану вновь пришлось выступить в роли умиротворителя смуты: он был назначен временным генерал-губернатором города Баку и своим влиянием способствовал успокоению умов. Расстроенное здоровье вынудило Амилахори выехать на родину, в Гори. Но и тут Амилахори приходилось объезжать местное население и призывать его к спокойствию. 29 августа 1905 года он скончался. Похоронен в Тбилиси (Кашвети).
Амилахори считался патриархом Кавказской армии и её учителем, обращавшим особенное внимание на воспитание нравственного духа войск. В 25-летнем возрасте князь Амилахори в сформированной им Грузинской конной дружине водворил настоящую дисциплину и искоренил хищнические инстинкты, воспитанные у них обычаями ведения войны с горцами. Он внушал дружине: «Чтобы быть достойным высокого звания воина и не уподобляться диким лезгинам, вам нужно, прежде всего, отказаться от всякой добычи. Ваша добыча — пушки и неприятельские знамёна, с ними вы не приобретёте материального богатства, но приобретёте то, чего нельзя купить ни за какие деньги — честь воина и бессмертное имя в народе». О высоком духе его дружины свидетельствует упомянутый выше бой на реке Чолоке. Командуя дивизиями и корпусом, князь Амилахори пользовался всяким случаем, чтобы передать офицерам и нижним чинам летопись боя, происходившего в той или другой исторической местности, где войска производили манёвры. Молодому поколению князь Амилахори постоянно говорил: «Войска должны черпать свою боевую мощь только в своих духовных, нравственных силах, а не искать её в материальном или численном превосходстве над противником. Конечно, и при таких условиях, если распоряжения не будут стоять на должной высоте, войска могут испытать неудачу, но они не могут быть рассеяны; могут погибнуть, но не будут отдаваться в плен десятками тысяч. Эту систему старого кавказского воспитания надо помнить и помнить крепко».

## Награды
отечественные
- знак отличия военного ордена (1851)
- орден Святой Анны 4-й степени с надписью «За храбрость» (1854)
- орден Святого Станислава 3-й степени с мечами (1856)
- золотая шашка с надписью «За храбрость» (1859)
- орден Святой Анны 3-й степени с мечами и бантом (1861)
- орден Святого Станислава 2-й степени с мечами (1864)
- орден Святой Анны 2-й степени с императорской короной (1870)
- орден Святого Владимира 4-й степени (1873)
- орден Святого Владимира 3-й степени с мечами (1878)
- орден Святого Станислава 1-й степени с мечами (1878)
- орден Святой Анны 1-й степени с мечами (1878)
- орден Святого Георгия 4-й степени (23.12.1878)
- орден Святого Владимира 2-й степени (1882)
- орден Белого орла (1886)
- монаршее благоволение (1890)
- орден Святого Александра Невского (1893)
- бриллиантовые знаки ордена Святого Александра Невского (6.12.1899)
- знак отличия беспорочной службы за XL лет (1901)
- орден Святого Владимира 1-й степени (20.09.1902)

иностранные
- орден Вюртембергской короны командорского креста с мечами (Вюртемберг; 1871)
- орден Льва и Солнца 1-й степени (Персия; 1879)

## Семья
Жена — Анна Александровна Эристова, дочь предводителя дворянства Горийского уезда, р. 1848 ум. 1934. Дети: Михаил р. 1870 ум. 1872; Нина (замуж. Туманова) р. 1873 ум. 1933; Гиви р. 1874 ум. 1943; Марфа (замуж. Чолокаева, Туркия) р. 1875 ум. 1937; Александр р. 1876; Константин р. 1877 ум. 1927; Елена р. 1880 ум. 1883 Анастасия р. 1883.
Крестник — Иван Николаевич Троицкий, внук старшего лекаря 16-го Нижегородского драгунского полка Филиппа Дамиановича Миславского.

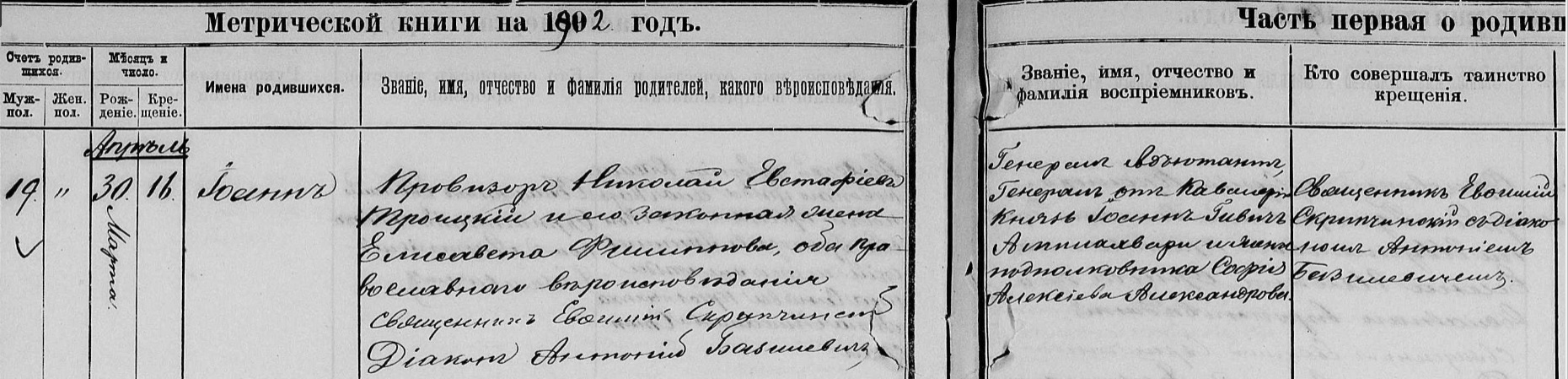
Метрическая запись о рождении и крещении Ивана Николаевича Троицкого